# Kabaka
A kabakka – királyi cím Bugandában.

A bugandai királyság zászlaja

Bugandában Két királyi poszt volt, az egyik vallási, a másik az emberek, a nép ura. A vallási király jelképe volt a Királyi Dobok, mint koronázási ékszer. A nép ura mint herceg, vagy hercegnő, akkor használta a Királyi Dobokat, ha fontos hírt kellett közölni a lakossággal, például új tagja született a királyi családnak. A hercegek egyenlők voltak, nem volt külön koronaherceg. Közülük választással lett új király kinevezve, az uralkodó halála után. A választást egy tanács végezte. Az elsőszülött herceg címe a kiveva (Kiweewa) volt, de nem követte automatikusan a királyt a trónon. A családok 51 klánba tömörülnek, és ezek közül választják ki az új királyt. Főhivatalnokai a lukiko nevű udvaroncok voltak.